# Педак, Матти Арнольдович
Матти Арнольдович Педак — советский хозяйственный и политический деятель.

## Биография
Родился в 1936 году. Член КПСС с 1965 года.
Окончил Таллинский политехнический институт и Ленинградскую ВПШ.
В 1957—1958 гг. — подсобный рабочий промкомбината «Вялк».
В 1963—1965 гг. — инженер-технолог Таллинского радиотехнического завода имени Пегельмана.
В 1965—1966 гг. — второй, первый секретарь Центрального райкома ЛКСМ Эстонии города Таллина.
В 1966—1977 гг. — заведующий сектором, инспектор орготдела ЦК КП Эстонии.
В 1977—1982 гг. — первый секретарь Калининского райкома КП Эстонии города Таллина.
В 1982—1987 гг. — первый секретарь Таллинского горкома КП Эстонии, одновременно в 1982—1985 гг. — Председатель Верховного Совета Эстонской ССР.
Избирался депутатом Верховного Совета Эстонской ССР 10-го созыва, Верховного Совета СССР 11-го созыва. Делегат XXVII съезда КПСС.
Жил в Таллине.

## Награды
- Орден Трудового Красного Знамени
- Орден Знак Почёта